# Пояс хинди
По́яс хи́нди (хинди हिंदी बेल्ट) или се́рдце хи́нди — лингвистический регион, который охватывает части северной, центральной, восточной и западной Индии, где широко распространены хинди и различные языки/диалекты, сгруппированные под ним. Пояс хинди иногда также используется для обозначения девяти индийских штатов, официальным языком которых является хинди и имеющих хинди-говорящее большинство, а именно Бихар, Чхаттисгарх, Харьяна, Химачал-Прадеш, Джаркханд, Мадхья-Прадеш, Раджастхан, Уттаракханд, Уттар-Прадеш и столичной территории Дели. Некоторые мусульманские писатели также называют его поясом «хинди-урду».

Штаты и союзные территории Индии по наиболее распространенным родным языкам

## Хинди какдиалектный континуум
Хинди является частью континуума индоарийских языков, который находится в пределах Пояса хинди на северных равнинах Индии. Хинди в этом широком смысле является языковым, а не этническим понятием.
Это определение хинди является одним из тех, которые используются в переписи, и приводит к тому, что более 40 % индийцев, как сообщается, являются носителями хинди, хотя респонденты из области хинди расходятся во мнениях относительно того, называют ли они свой язык хинди или используют местный язык. Как определено в переписи 1991 года, хинди имеет широкий и узкий смысл. Название «хинди», таким образом, неоднозначно. До того, как его называли отдельным языком, майтхили называли диалектом хинди. Многие такие языки, не связанные с хинди, все ещё борются за признание.
Широкий смысл охватывает ряд языков центральной, восточно-центральной, восточной и северной зон, включая языки бихари, кроме майтхили, все языки раджастхани и языки центрального пахари. Это область, ограниченная на западе панджаби и синдхи; на юге — гуджарати, маратхи и ория; на востоке — майтхили и бенгальский; на севере — непальский, кашмирский и тибетский языки. Разновидности этого пояса можно считать отдельными языками, а не диалектами одного языка.
В узком смысле, языки хинди состоятельны, хинди можно приравнять к индийским языкам центральной зоны. Они условно подразделяются на западные и восточные хинди. Ещё более узкое определение хинди — это определение официального языка, современного стандартного хинди или манак хинди, стандартизированного регистра хиндустани, одной из разновидностей западного хинди. Стандартизированный хиндустани, включая манак хинди и урду, исторически основан на диалекте XVII века.

### Число говорящих
По данным переписи населения Индии 2011 года, число говорящих составляло:
- Хинди (центральная зона)
  - Западный хинди (западно-центральная зона)
    - 240 млн хиндустани, в том числе урду (цифры устарели)
    - 9,8 млн харьянви
    - 9,5 млн канауджи
    - 5,6 млн бундели
    - 1,5 млн брадж бхаша

  - Восточный хинди (восточно-центральная зона)
    - 16,2 млн чаттисгархи
    - 4,5 млн авадхи
    - 2,6 млн багхели
- Языки бихари, кроме майтхили (часть восточной зоны, в которую также входят бенгальский и ория)
  - 51 млн бходжпури
  - 13 млн магадхи
  - 8 млн хорта
  - 5,1 млн нагпури
  - 0,5 млн курмали
- Раджастхани (часть западной зоны, в которую также входят гуджарати и бхили). На данный момент Сахитья Академи, Национальная Академия Писем и Университетский комитет грантов признали раджастхани, как отдельный язык.
  - 7,8 млн марвари
  - 5,2 млн малви
  - 3 млн годвари
  - 2,9 млн хараути
  - 2,3 млн нимади
  - 2 млн багри
  - 1,5 млн ламбади
- Языки центрального пахари
  - 2,4 млн гархвали
  - 2 млн кумаони

Согласно переписи населения Индии 2001 года, 258 миллионов человек в Индии (25 % населения) считают свой родной язык «хинди», однако, включая другие диалекты хинди, эта цифра становится 422 миллионами носителей хинди (41 % населения). Эти цифры не учитывают 52 миллиона индийцев, которые считают свой родной язык «урду». В то время как в 2001 году насчитывалось 37 миллионов носителей авадхи, в переписи 2001 года только 2,5 миллиона из них определили свой язык как «авадхи», а не как «хинди».
Существуют требования включить в восьмой график язык авадхи, бходжпури, бундели, чхаттисгархи, гарвали, курмали, магахи, нагпури, раджастхани, которые считаются диалектом хинди. Некоторые ученые выступают против включения диалектов хинди в восьмой график Конституции как полноправные индийские языки. По их мнению, признание диалектов хинди в качестве отдельных языков лишило бы хинди миллионов его носителей, и в конечном итоге хинди не останется.

## Демография и география[17]

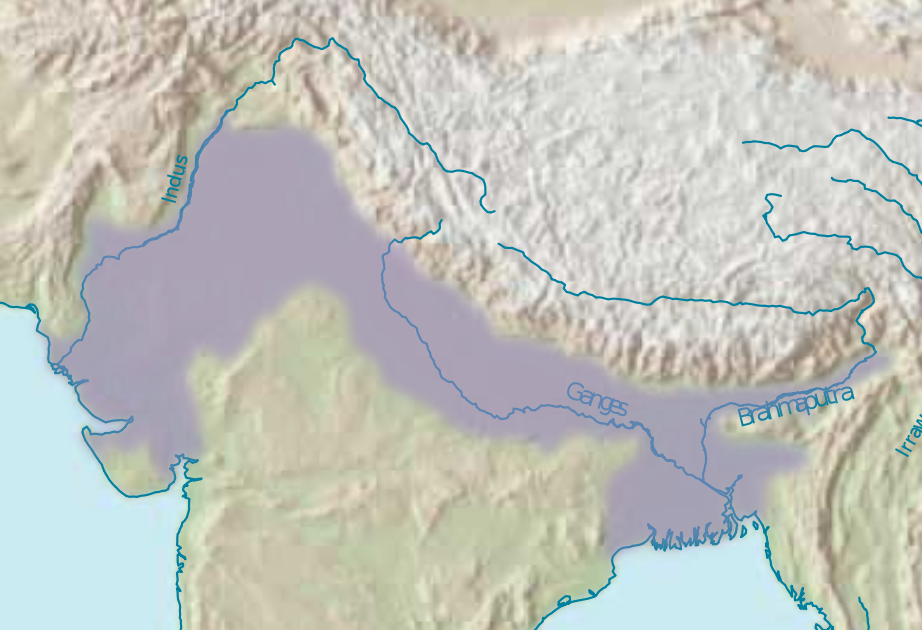
Индо-Гангская равнина

Плодородная, плоская, аллювиальная Индо-Гангская равнина занимает северную часть Пояса хинди, Виндхья в Мадхья-Прадеше разграничивает южную границу, а холмы и густые леса Джаркханда и Чхаттисгарха находятся на востоке. В регионе преобладает субтропический климат с прохладной зимой, жарким летом и умеренным муссоном. Климат несколько меняется с широтой, зимой становится прохладнее, а количество осадков уменьшается. Он может значительно варьироваться в зависимости от высоты, особенно в Джаркханде и Чхаттисгархе.
Пояс хинди охватывает около трети населения Индии и занимает около четверти её географического района. Население сосредоточено вдоль плодородной равнины Ганга в штатах: Уттар-Прадеш, Мадхья-Прадеш, Чхаттисгарх, Джаркханд и Бихар.
Хотя подавляющее большинство населения проживает в сельской местности, значительными городами являются Чандигарх, Панчкула, Дели, Лакхнау, Канпур, Аллахабад, Джайпур, Агра, Варанаси, Индуар, Бхопал, Патна, Джамшедпур и Ранчи. В регионе проживает разнообразное население, на различных диалектах хинди говорят наряду с другими индийскими языками, а также многоконфессиональное население, включая индусов, мусульман, сикхов, а также людей из различных происхождений и значительное племенное население.

## Политическая сфера
В течение многих лет в политическом развитии некоторых из этих государств доминирует каст, но в последние годы ситуация несколько изменилась. На выборах 2019 года в Лок Сабха было избрано 226 членов из штатов Пояса хинди.